# ولودروپ
ولودروپ (به هلندی: Vlodrop) یک منطقهٔ مسکونی در هلند است که در روردالن واقع شده‌است. ولودروپ ۲٬۵۲۰ نفر جمعیت دارد.